# Уаскиш (тауншип, Миннесота)
Уаскиш (англ. Waskish) — тауншип в округе Белтрами, Миннесота, США. На 2000 год его население составило 116 человек.

## География
По данным Бюро переписи населения США площадь тауншипа составляет 186,5 км², из которых 168,4 км² занимает суша, а 18,1 км² — вода (9,69 %).

## Демография
По данным переписи населения 2000 года здесь находились 116 человек, 61 домохозяйство и 35 семей. Плотность населения —  0,7 чел./км². На территории тауншипа расположено 313 построек со средней плотностью 1,9 построек на один квадратный километр. Расовый состав населения: 95,69 % белых, 2,59 % афроамериканцев, 0,86 % коренных американцев и 0,86 % приходится на две или более других рас.
Из 61 домохозяйства в 9,8 % воспитывались дети до 18 лет, в 52,5 % проживали супружеские пары, в 3,3 % проживали незамужние женщины и в 42,6 % домохозяйств проживали несемейные люди. 41,0 % домохозяйств состояли из одного человека, при том 16,4 % из — одиноких пожилых людей старше 65 лет. Средний размер домохозяйства — 1,90, а семьи — 2,49 человека.
10,3 % населения — младше 18 лет, 5,2 % — в возрасте от 18 до 24 лет, 12,9 % — от 25 до 44, 44,0 % — от 45 до 64, и 27,6 % — старше 65 лет. Средний возраст — 58 лет. На каждые 100 женщин приходилось 123,1 мужчин. На каждые 100 женщин старше 18 приходилось 112,2 мужчин.
Средний годовой доход домохозяйства составлял 25 000 долларов, а средний годовой доход семьи —  29 750 долларов. Средний доход мужчин —  17 813  долларов, в то время как у женщин — 52 500. Доход на душу населения составил 19 489 долларов. За чертой бедности находились 12,8 % семей и 26,8 % всего населения тауншипа, из которых 77,8 % младше 18 и 5,7 % старше 65 лет.